# Palazzo degli Albizi
Der Palazzo degli Albizi ist ein historisches Gebäude im Zentrum von Florenz und befindet sich in der Borgo degli Albizi 12.
Der Palast steht auf der 1901 von der Direzione Generale delle Antichità e Belle Arti erstellten Liste der Baudenkmäler, die als Teil des nationalen künstlerischen Erbes zu betrachten sind, und seit 1913 unter Denkmalschutz.

## Geschichte

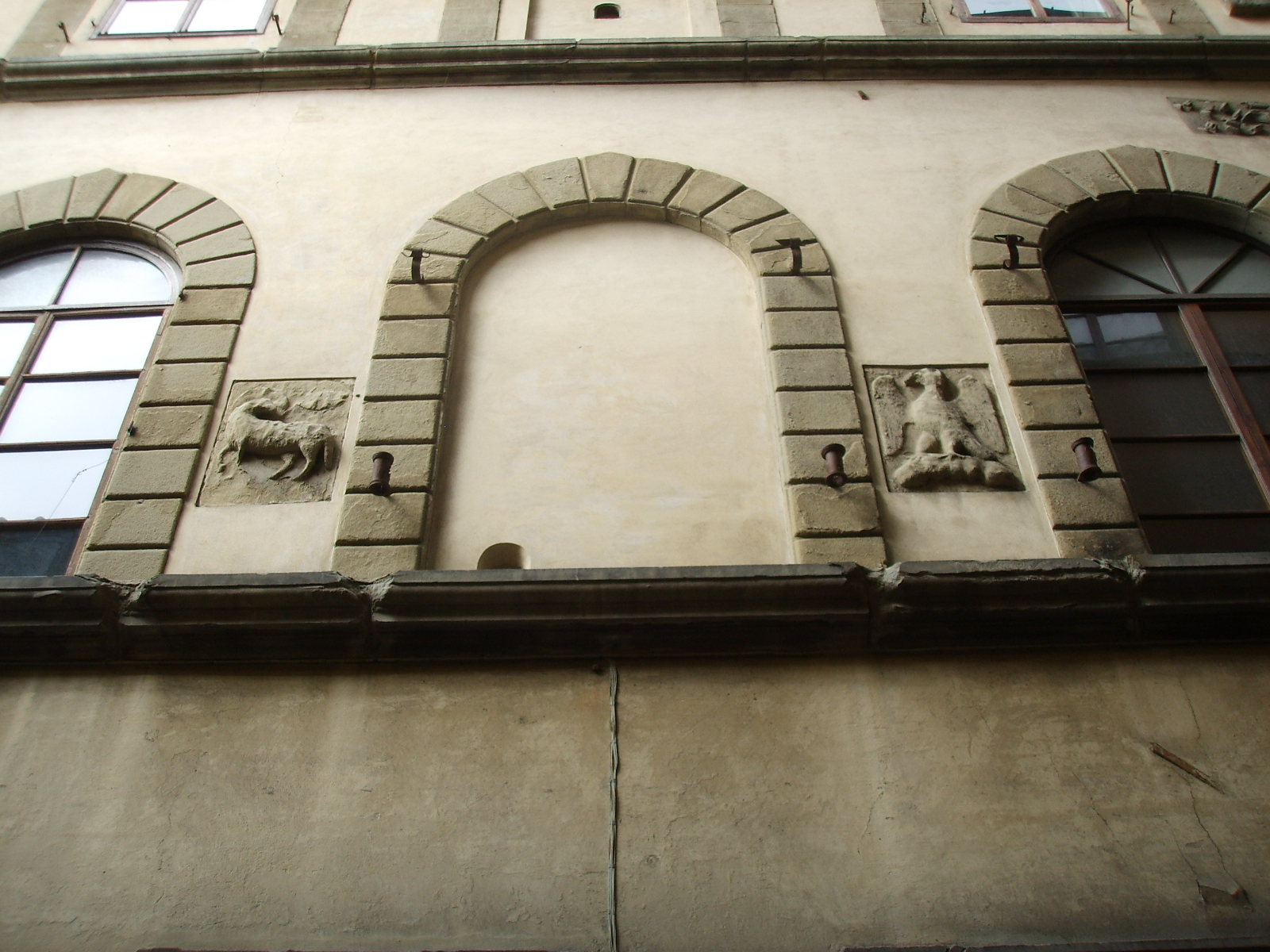
Wappen der Arte della Lana e Calimala

Die Familie Albizzi besaß zahlreiche Besitztümer im Zentrum von Florenz, die sich hauptsächlich in der nach ihr benannten Straße befanden. Auch wenn die Familie schwierige Zeiten durchlebte: Als das Familienoberhaupt Rinaldo degli Albizi wegen seiner politischen Opposition gegen Cosimo de’ Medici ins Exil geschickt wurde (1434), wurde der mit Luca degli Albizi, dem Verbündeten Cosimos, verbundene Familienzweig begnadigt und durfte in der Stadt bleiben.
Der Palast wurde um 1500 auf bereits bestehenden Kaufmannshäusern aus dem 14. Jahrhundert errichtet, die teils der Familie Albizi, teils der Familie da Filicaia gehörten. Luca di Girolamo degli Albizi beauftragte zwischen 1625 und 1634 den Architekten Gherardo Silvani mit der Restaurierung, der – wie Filippo Baldinucci beschreibt – viele Werke „mit einer so großartigen Architektur, die sich so schwer von der alten unterscheidet“ geschaffen hat. Dank des Respekts für das Bestehende, zumindest was die Fassade betrifft, wurde der ursprüngliche Entwurf, der von den Gelehrten Baccio d’Agnolo oder Simone del Pollaiuolo, genannt il Cronaca, zugeschrieben wird, durch diesen Eingriff nicht verändert.
Nachdem der Palazzo von der Familie Frescobaldi geerbt worden war, wurde er Anfang der 1970er Jahre von dem Architekten Emilio Dori restauriert. In den 1980er Jahren folgten weitere Arbeiten, die von Dori in Zusammenarbeit mit dem Architekten Giancarlo Facchini ausgeführt wurden. Wie Leonardo Ginori Lisci seinerzeit betonte, wurden dadurch „viele architektonische Details, die früher verschwunden waren, wieder ans Licht gebracht und die bedeutenden Gemälde des Erdgeschosses aus dem 18. Jahrhundert voll zur Geltung gebracht“.
Zusammen mit zahlreichen Privatwohnungen beherbergt der Palazzo den Sitz des Istituto Papirologico G. Vitelli.

## Beschreibung
Die große Anlage präsentiert sich noch heute in den edlen und strengen Formen der florentinischen Renaissance-Architektur, mit einer Putzfassade, aus der die architektonischen Elemente aus Stein hervorstechen, wie z. B. der Portalrahmen, die flachen Fensterrahmen und die Gurtbögen, die alle von einem stark vorspringenden Dach gekrönt werden, das ebenfalls der lokalen Tradition entspricht.
Die Literatur schreibt Gherardo Silvani sowohl die große Loggia mit sechs Bögen, die in die hintere Fassade eingefügt wurde (einst mit Blick auf einen weitläufigen Garten, heute halb verschlossen, ein gepflasterter Platz auf dem noch ein hoher Magnolienbaum steht), als auch die Treppe auf der rechten Seite der Eingangshalle zu.
An der Fassade unter dem zweiten Stockwerk befindet sich ein wunderschönes Wappen der Familie Albizi aus dem frühen 16. Jahrhundert (in Schwarz, mit zwei konzentrischen Kreisen aus Gold, mit einem silbernen Wappenkopf, der mit einem schwarzen Kreuz versehen ist). Oberhalb der ersten Etage befinden sich auf der linken Seite, auf gleicher Höhe, die Insignien der Arte della Lana und der Calimala. An den Enden der Anlage wiederholen sich die Wappen der Albizi.
Über dem Hauptportal befindet sich schließlich eine 1879 angebrachte und von Francesco Bigazzi transkribierte Gedenktafel für den 1877 ohne männliche Nachkommen verstorbenen Landwirtschaftsexperten Vittorio degli Albizi.
| MDCCCLXXIX VITTORIO DEGLI ALBIZI NATO NEL 1838 MORTO NEL 1877 LA NOBILTÀ DEL SANGUE ACCREBBE CON LO SPLENDOR DELLA VITA DELLE INDUSTRIE PAESANE PROMOTORE SAPIENTE DELL'AGRONOMIA E DELLA ENOLOGIA ESPERTISSIMO DIÈ LAVORO A MOLTI ESEMPIO A TUTTI QUANTO SIA POTENTE E RIVERITO IL PATRIZIATO OPEROSO |

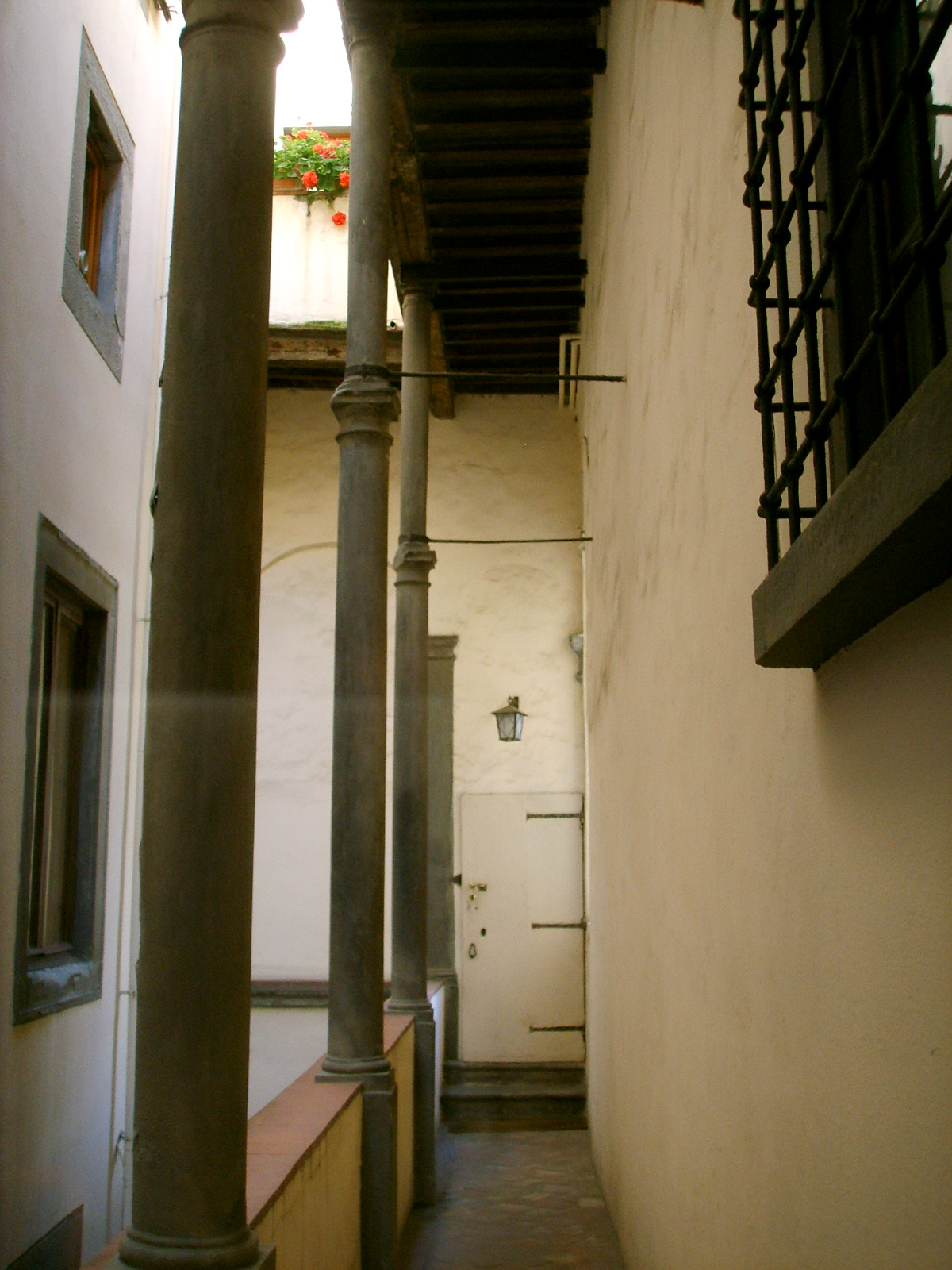
Innere Loggia

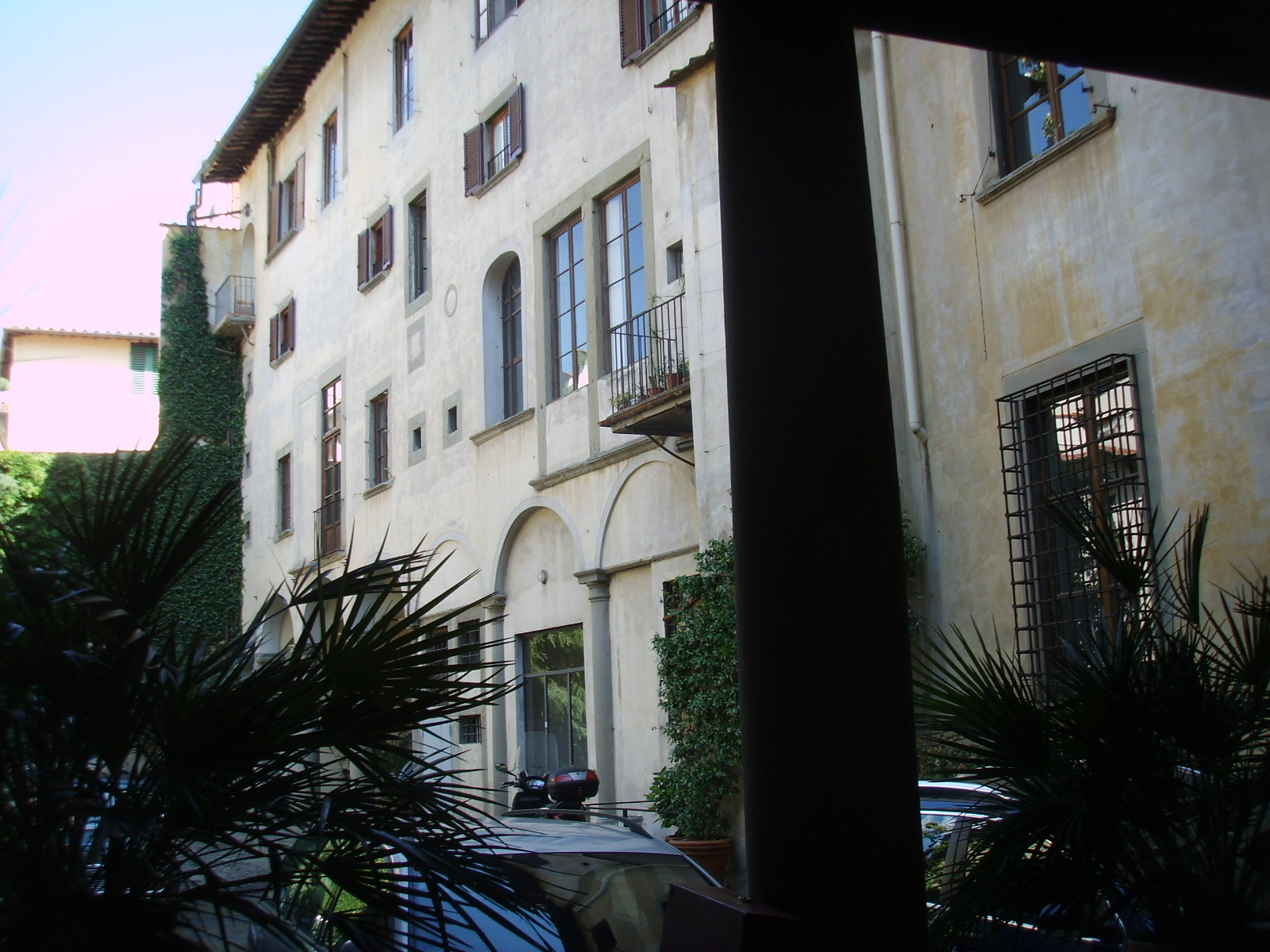
Hof

Auf der linken Seite, zum Albizi-Turm hin (bei Hausnummer 14), gibt es einen Bruch in der Kontinuität durch ein Gebäude, das erst später in der Fassadengestaltung an den Hauptteil des Gebäudes angepasst wurde.
Das Tor, das die Eingangshalle abschließt, zeigt wiederum ein Schild mit dem Albizi-Wappen, wiederum in der überhöhten Version des Kreuzes des Deutschen Ordens.
Die Gemälde aus dem 18. Jahrhundert, die durch ihre nahtlose Raumdekoration von großer Wirkung sind, können von den Fenstern auf der Straße aus betrachtete werden. Sie blicken auf verschiedene Räume, die derzeit von Firmen genutzt werden. Zu den Wandmalereien im Erdgeschoss, die vermutlich aus den 1830er und 1840er Jahren stammen, gehören Werke, die Domenico Maria Papi, Matteo Bonechi, Giuseppe Del Moro und Vincenzo Meucci zugeschrieben werden.
Im ersten Stock hingegen befindet sich ein kleiner Raum, der früher als Kapelle diente und von einem Schüler von Bernardino Poccetti dekoriert wurde, sowie einige Gemälde aus der zweiten Hälfte des 18. Jahrhunderts, die anlässlich der Hochzeit eines Albizi mit Teresa Spinelli (1795) entstanden.